# Дрон (телесеріал, Україна)
«Дрон» — український телесеріал, створений кінокомпанією Київтелефільм на замовлення телеканалу НТН. В центрі сюжету нового серіалу — службовий собака, який працює разом з поліцією. Рішучий та розумний пес Дрон допомагає детективам розкривати кримінальні справи й розплутувати інтриги.
Дрон — український службовий пес, який має численні реальні службові досягнення і чудово розуміє людей. Тому на телеканалі «НТН» вирішили зняти серіал «Дрон», де наш чотириногий герой грає самого себе: розумного собаку-детектива, який допомагає поліції розкрити найзаплутаніші злочини і проявляє неабиякі пошукові навички та інтуїцію.
Прем'єра відбулася 16 вересня 2024 року на телеканалі НТН о 19:20.
23 грудня після невеличкої перерви телесеріал повернувся в ефір з новими серіями — зі спеціальним блоком «Дрон. Новачок».

## Сюжет
В центрі сюжету нового серіалу — службовий собака, який працює разом з поліцією. Рішучий та розумний пес Дрон допомагає детективам розкривати кримінальні справи й розплутувати інтриги. Кожна серія — це нові розслідування, нові пригоди Дрона і команди слідчих, а також — нові цікаві повороти в житті головних героїв. Адже окрім детективної лінії в 60-серійній картині будуть особисті історії кожного з персонажів. Дружба, кохання, конкуренція — все це побачить глядач у новому серіалі.

## Головні герої
| Актор                | Роль             |
| -------------------- | ---------------- |
| Максим Самчик        | Лесь             |
| Кирило Прокопчук     | Тарас            |
| Олена Оленйнікова    | Радмила          |
| Володимир Горянський | Хрущ             |
| Олексій Зубков       | Левицький        |
| Катерина Рубашкіна   | Хуторенко        |
| Роман Кучерявенко    | Ден (з 52 серії) |
| Пес Дог              | Пес Дрон         |

## Сезон
| Сезон | Кількість серій | Прем'єра                            | Телеканал |
| ----- | --------------- | ----------------------------------- | --------- |
| 1     | 60              | з 16 вересня по 28 грудня 2024 року | НТН       |

## Зйомки
Зйомки відбувалися в Києві та Київській області.
Зйомки серіалу «Дрон» почалися у травні 2024 року.
Головна знімальна локація — павільйони «Київтелефільму», де спеціально для багатосерійного детективу декоратори до найменших деталей відтворили цілий поліцейський відділок: з кабінетами головних героїв, коридорами, лабораторією судмедекспертів, кімнатою для допитів. Також на кіностудії побудували квартиру головних героїв — оперативника на ім'я Лесь та його чотирилапого помічника і вірного друга Дрона.

## Саундтрек
Дрон пес (Саундтрек до серіалу «Дрон») · Roman Polonsky, Композитор: Роман Полонський, Автор слів: Роман Полонський.

## Факти
«Дрон» — це перший україномовний серіал власного виробництва каналу НТН.
Роль Пса дрона виконує німецька вівчарка на прізвисько Дог, яка до зйомок у серіалі протягом п'яти років, справді, працювала в поліції — займалася пошуком вибухівки та зброї.
Головна знімальна локація «Дрона» — поліцейський відділок, який спеціально для серіалу будував у павільйонах кіностудії «Київтелефільм» протягом двох місяців.